# Pontorson
Pontorson est une commune française, située dans le département de la Manche en région Normandie, peuplée de 4 319 habitants.
Elle  est créée le 1er janvier 2016 avec le statut de commune nouvelle après la fusion de Pontorson (commune déléguée) avec ses voisines Macey et Vessey. Elle est le chef-lieu d’un canton de vingt-quatre communes et 17 500 habitants, dans l’arrondissement d'Avranches.

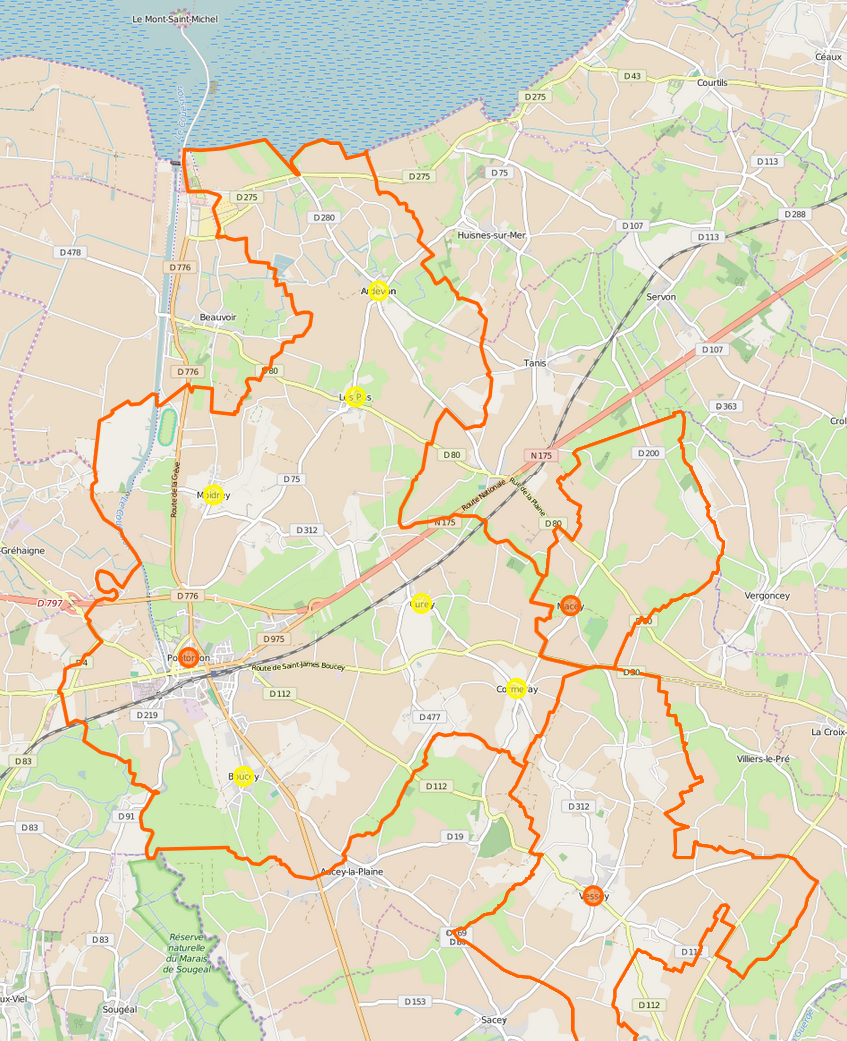
Les communes déléguées de Pontorson

## Géographie

### Localisation

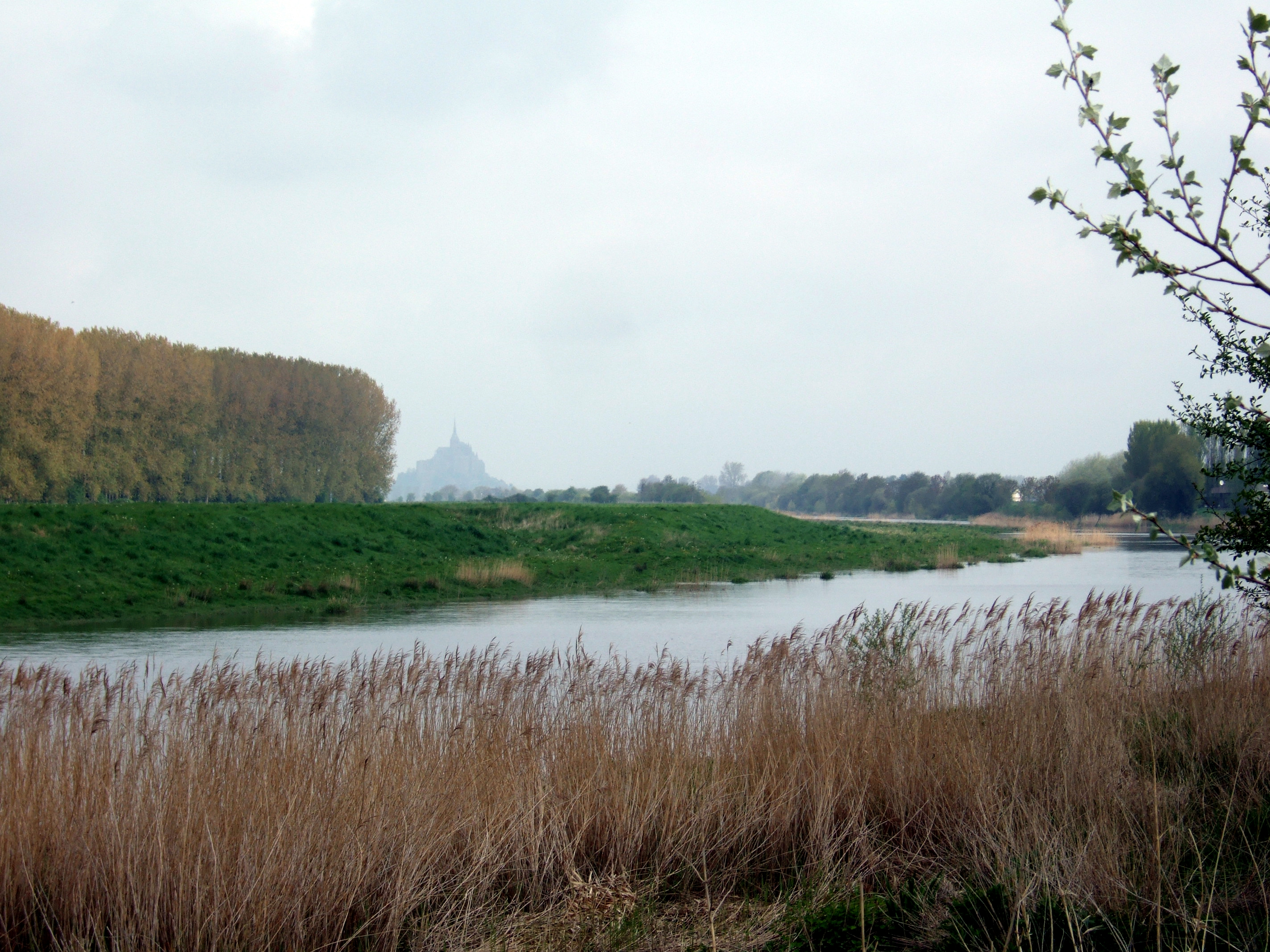
Le Couesnon et la proximité du mont Saint-Michel sont les deux atouts de Pontorson.

Pontorson se situe à 9 km du Mont-Saint-Michel, 22 km d’Avranches, 45 km de Granville, 77 km de Rennes, 90 km de Saint-Lô et 363 km de Paris. Elle est traversée par le Couesnon, l'un des trois fleuves de la baie du mont Saint-Michel, et entourée par plus de 10 km de zone de marais vers le sud et par plus de 4 800 hectares de polders.
| Beauvoir                                                                       | Le Mont-Saint-Michel   | Huisnes-sur-Mer                                                                                 |
| Saint-Georges-de-Gréhaigne (Ille-et-Vilaine) Pleine-Fougères (Ille-et-Vilaine) | Pontorson              | Tanis Servon Saint-James (comm. dél. de Vergoncey, de La Croix-Avranchin et de Villiers-le-Pré) |
| Sougeal (Ille-et-Vilaine)                                                      | Aucey-la-Plaine, Sacey | Saint-James (comm. dél. d'Argouges et de Montanel)                                              |

### Hydrographie
La commune est traversée par la ligne de partage des eaux entre les bassins hydrographiques Seine-Normandie et Loire-Bretagne. Elle est drainée par le Couesnon, le fleuve le couesnon, le Guerge, la Chênelais, le Loison, le canal du Marais, le Marais, le ruisseau du Hamel, le canal de la grande rigole, le fossé 01 de la commune de Macey, le ruisseau la villeberge et  et un autre petit cours d'eau,.
Le Cunes, d'une longueur de 97 km, prend sa source dans la commune de Saint-Pierre-des-Landes et se jette dans la baie du Mont-Saint-Michel, après avoir traversé 25 communes.
Le Guerge, d'une longueur de 26 km, prend sa source dans la commune des Portes du Coglais et se jette dans le Couesnon à Sougeal, après avoir traversé sept communes.
La Colmont, d'une longueur de 13 km, prend sa source dans la commune de Trans-la-Forêt et se jette dans le Couesnon à Pleine-Fougères, après avoir traversé trois communes. 
Le Loison, d'une longueur de 12 km, prend sa source dans la commune de Saint-James et se jette dans le Couesnon en limite d'Aucey-la-Plaine et de Sacey, après avoir traversé quatre communes. 

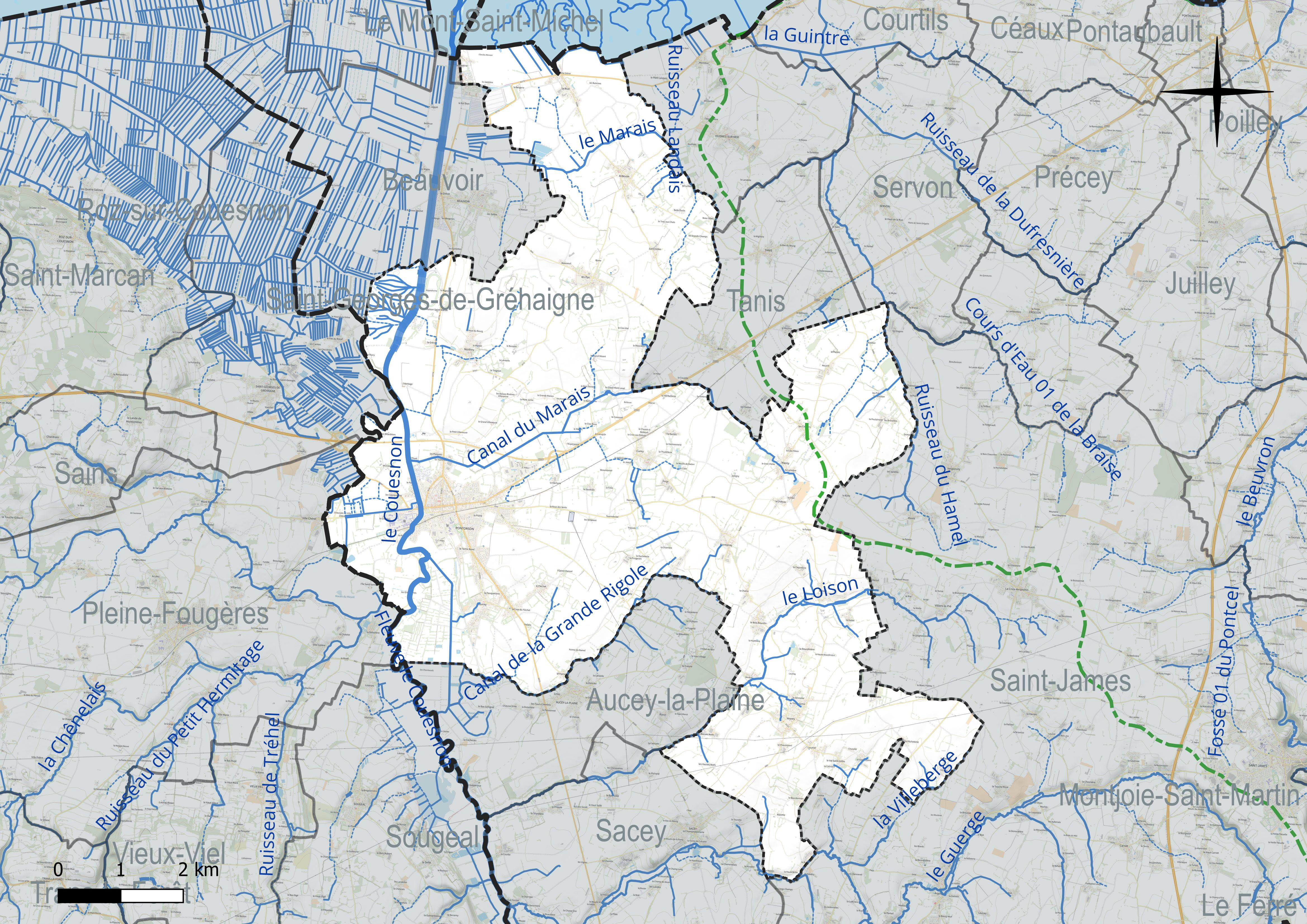
Réseau hydrographique de Pontorson.

### Climat
Pontorson et son canton profitent d’un climat océanique tempéré et se trouvent protégés par la baie du Mont-Saint-Michel.
Le climat qui caractérise la commune est qualifié, en 2010, de « climat océanique franc », selon la typologie des climats de la France qui compte alors huit grands types de climats en métropole. En 2020, la commune ressort du type « climat océanique » dans la classification établie par Météo-France, qui ne compte désormais, en première approche, que cinq grands types de climats en métropole. Ce type de climat se traduit par des températures douces et une pluviométrie relativement abondante (en liaison avec les perturbations venant de l'Atlantique), répartie tout au long de l'année avec un léger maximum d'octobre à février.
Les paramètres climatiques qui ont permis d’établir la typologie de 2010 comportent six variables pour les températures et huit pour les précipitations, dont les valeurs correspondent à la normale 1971-2000. Les sept principales variables caractérisant la commune sont présentées dans l'encadré ci-après.
| Paramètres climatiques communaux sur la période 1971-2000 - Moyenne annuelle de température : 11,5 °C - Nombre de jours avec une température inférieure à −5 °C : 1,3 j - Nombre de jours avec une température supérieure à 30 °C : 0,7 j - Amplitude thermique annuelle : 12,2 °C - Cumuls annuels de précipitation : 706 mm - Nombre de jours de précipitation en janvier : 12,7 j - Nombre de jours de précipitation en juillet : 7,2 j |

Avec le changement climatique, ces variables ont évolué. Une étude réalisée en 2014 par la Direction générale de l'Énergie et du Climat complétée par des études régionales prévoit en effet que la  température moyenne devrait croître et la pluviométrie moyenne baisser, avec toutefois de fortes variations régionales. La station météorologique de Météo-France installée sur la commune et mise en service en 1997 permet de connaître en continu l'évolution des indicateurs météorologiques. Le tableau détaillé pour la période 1981-2010 est présenté ci-après.
| Mois                                  | jan.          | fév.          | mars          | avril         | mai           | juin          | jui.          | août           | sep.          | oct.          | nov.          | déc.          | année     |
| ------------------------------------- | ------------- | ------------- | ------------- | ------------- | ------------- | ------------- | ------------- | -------------- | ------------- | ------------- | ------------- | ------------- | --------- |
| Température minimale moyenne (°C)     | 3,1           | 3,1           | 4,3           | 5,6           | 9             | 11,6          | 13,2          | 13,3           | 11            | 9,2           | 5,9           | 2,9           | 7,7       |
| Température moyenne (°C)              | 5,9           | 6,4           | 8,3           | 10,3          | 13,7          | 16,5          | 18            | 18,1           | 16            | 13            | 8,9           | 5,8           | 11,8      |
| Température maximale moyenne (°C)     | 8,6           | 9,7           | 12,4          | 15            | 18,4          | 21,4          | 22,8          | 22,9           | 21,1          | 16,8          | 12            | 8,7           | 15,8      |
| Record de froid (°C) date du record   | −7,8 07.01.09 | −8 11.02.12   | −5,6 01.03.05 | −2,9 11.04.03 | −1,2 06.05.19 | 3,6 01.06.06  | 5,2 31.07.15  | 4,7 28.08.1998 | 1,3 30.09.18  | −5 30.10.1997 | −6,2 29.11.10 | −7,2 19.12.09 | −8 2012   |
| Record de chaleur (°C) date du record | 15,4 29.01.02 | 21,2 27.02.19 | 24,2 30.03.21 | 28 21.04.18   | 29,7 24.05.10 | 40,3 18.06.22 | 38,7 23.07.19 | 39 05.08.03    | 33,6 09.09.23 | 28,9 02.10.11 | 21,6 01.11.15 | 16,8 19.12.15 | 40,3 2022 |
| Précipitations (mm)                   | 73,5          | 54,1          | 57            | 64            | 74,9          | 50,4          | 65,5          | 60,9           | 62,4          | 94,5          | 91,5          | 89,9          | 838,6     |

## Urbanisme

### Typologie
Au 1er janvier 2024, Pontorson est catégorisée bourg rural, selon la nouvelle grille communale de densité à sept niveaux définie par l'Insee en 2022.
Elle appartient à l'unité urbaine de Pontorson, une unité urbaine monocommunale constituant une ville isolée,.
Par ailleurs la commune fait partie de l'aire d'attraction de Pontorson, dont elle est la commune-centre,. Cette aire, qui regroupe 5 communes, est catégorisée dans les aires de moins de 50 000 habitants,.
La commune, bordée par la Manche, est également une commune littorale au sens de la loi du 3 janvier 1986, dite loi littoral. Des dispositions spécifiques d’urbanisme s’y appliquent dès lors afin de préserver les espaces naturels, les sites, les paysages et l’équilibre écologique du littoral, tel le principe d'inconstructibilité, en dehors des espaces urbanisés, sur la bande littorale des 100 mètres, ou plus si le plan local d'urbanisme le prévoit.

## Toponymie
Le nom de la localité est attesté sous les formes Pons Ursonis fin XIe siècle ; Pontem Urso en 1170 et 1180 ; al punt Orsun vers 1175 ; Pont Orsun en 1294,.
Signification : « le pont d'Urso »,. Urso est un anthroponyme latino-germanique,. La ville doit son nom à un pont contrôlé ou construit par un certain Urs ou Urson, cas régime (> Ours cf. Renaud Fitz-Ours)

## Histoire

### Préhistoire et Antiquité
À l’époque gauloise, Pontorson se situait sur le territoire des Abrincates, dont la limite occidentale était vraisemblablement le Couesnon. Ce territoire a servi plus tard de cadre au futur diocèse d’Avranches. Entre-temps, il a intégré la Grande Lyonnaise, avant de faire partie de la Seconde Lyonnaise, résultant de la division de celle-ci, puis cette dernière fut scindée en deux avec la réforme provinciale de Constantin (314 apr. J.-C.) en Lyonnaise Seconde et Lyonnaise Troisième.

### Moyen Âge
L'archidiocèse de Rouen qui comprend l'Avranchin, reprend les limites de la Lyonnaise Seconde, qui vont servir de cadre géographique à la Normandie. Le territoire de l'actuelle commune faisant partie de l'Avranchin, il est placé sous la domination éphémère des rois de Bretagne, sans doute avec le Cotentin aux IXe – Xe siècles par le traité de Compiègne. Il perd ce statut breton à la suite de l'enfoncement par les Normands de la frontière provisoire de la Sélune, qui la rétablissent sur le Couesnon. Par contre, le faubourg situé outre Couesnon conserve son rattachement à la Bretagne : « Au delà du pont il y a un petit faubourg qui est de la Bretagne et de l'Evesché de Dol où est un Hospital administré par des Religieux de la Charité. ».
Le 23 octobre 1370, Bertrand du Guesclin et Olivier de Clisson conclurent à Pontorson un pacte de fraternité d'armes.
Le 29 novembre 1463, Louis XI désintéresse les moines du Mont-Saint-Michel, barons de Saint-Pair, de tous les droits que les religieux pouvaient avoir à Granville sur le roc, jusqu'à la rivière du Bosc, en échange des droits qu'il a sur les moulins de Pontorson et de Gavray.

### Révolution française
Le 18 novembre 1793, la commune est le lieu de la bataille de Pontorson, au cours de la Virée de Galerne, lors des guerres de Vendée.
Le bourg est pris par les chouans le 18 septembre 1799.

### Époque contemporaine
Le 1er janvier 2016, Pontorson fusionne avec ses voisines Macey et Vessey sous le statut de commune nouvelle.

## Politique et administration
| Nom               | Code Insee | Intercommunalité                 | Superficie (km2) | Population (dernière pop. légale) | Densité (hab./km2) |
| ----------------- | ---------- | -------------------------------- | ---------------- | --------------------------------- | ------------------ |
| Pontorson (siège) | 50410      | CC Avranches - Mont-Saint-Michel | 43,01            | 3 844 (2021)                      | 89                 |
| Macey             | 50284      | CC d'Avranches-Mont St Michel    | 5,87             | 107 (2021)                        | 18                 |
| Vessey            | 50630      | CC d'Avranches-Mont St Michel    | 12,59            | 383 (2021)                        | 30                 |

.

### Liste des maires
| Période      | Période  | Identité           | Étiquette | Qualité                                                         |
| ------------ | -------- | ------------------ | --------- | --------------------------------------------------------------- |
| janvier 2016 | mai 2020 | André Denot        | DVD       | Cadre retraité Conseiller départemental (depuis 2015)           |
| mai 2020     | En cours | André-Jean Belloir | DVD       | Gérant de haras Ancien maire délégué de Pontorson (depuis 2016) |

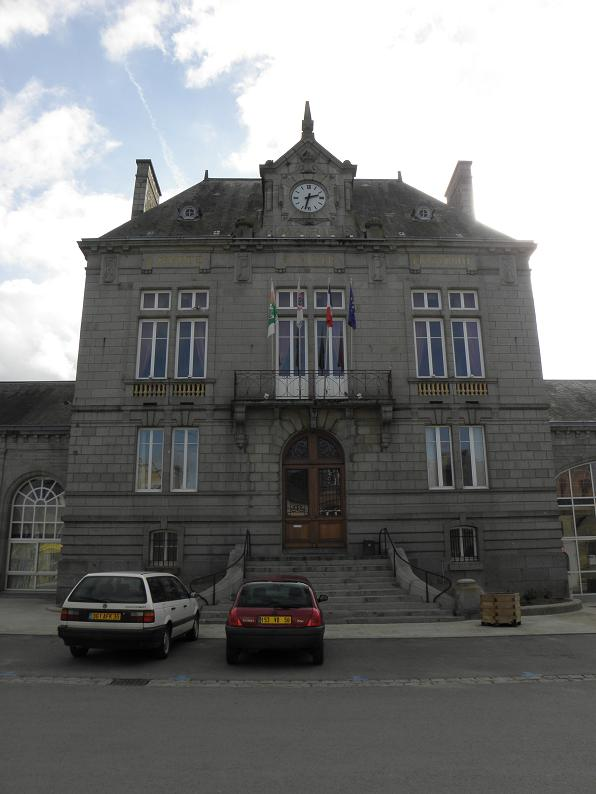
L'hôtel de ville de Pontorson.

Jusqu'aux prochaines élections municipales de 2020, le conseil municipal de la commune nouvelle est constitué de tous les conseillers municipaux issus des conseils des anciennes communes. Le maire de chacune d'entre elles devient maire délégué.

## Population et société

### Démographie
L'évolution du nombre d'habitants est connue à travers les recensements de la population effectués dans la commune depuis sa création.
En 2022, la commune comptait 4 319 habitants, en évolution de −0,71 % par rapport à 2016 (Manche : −0,31 %, France hors Mayotte : +2,11 %).
| 2014  | 2019  | 2022  |
| ----- | ----- | ----- |
| 4 393 | 4 318 | 4 319 |

## Culture locale et patrimoine

### Lieux et monuments
Les lieux et monuments de la commune sont ceux des anciennes communes dont elle est issue.

### Patrimoine culturel
Traversée par le Couesnon, fleuve côtier qui est en quelque sorte la frontière entre Bretagne et Normandie et se jette dans la baie du mont Saint Michel, Pontorson accueille depuis fort longtemps un hôpital psychiatrique, le centre hospitalier de l'Estran. Il n'en faut pas plus pour qu'un certain folklore local ait généré quelques plaisanteries basées sur la rivalité de deux provinces à la forte personnalité.
Le dicton le plus connu est « Le Couesnon dans sa folie a mis le mont en Normandie », à quoi les Bretons rétorquent volontiers que : « Le Couesnon dans sa raison le rendra aux Bretons », mais de façon plus insidieuse les Normands un brin malicieux se plaisent à dire d'un ton faussement innocent que : « La Bretagne commence à Pontorson », façon détournée de l'assimiler à une contrée peuplée de fous.

### Personnalités liées à la commune
- Bertrand du Guesclin, capitaine de Pontorson et du Mont-Saint-Michel.
- Gabriel de Lorges, comte de Montgomery, tua accidentellement, lors d’un tournoi, Henri II de France. Il s’enfuit à Jersey où il se convertit au protestantisme et devint une grande figure de la Réforme en Basse-Normandie.
- Victor Louis Cuguen (1889-1969), peintre né à Pontorson (rue Hervé). Membre de l'académie du Var, il exposa dans de nombreuses galeries de la région de Toulon, en Normandie et en Bretagne.
- Auguste Chapdelaine (1814-1856), martyr chrétien, fut vicaire à Boucey
- Léon Teisserenc de Bort (1855-1913), dirigea de 1879 à 1892 le Service de météorologie puis développa ses recherches sur la haute atmosphère. Il découvrit en 1898 la stratosphère après avoir lancé 236 ballons sondes à des altitudes allant de 8 à 12 km.
- Marcel Proust cite Pontorson dans le premier tome de À la recherche du temps perdu, Du côté de chez Swann, dans la troisième partie Noms de pays : le nom, « Questembert, Pontorson, risibles et naïfs, plumes blanches et becs jaunes éparpillés sur la route de ces lieux fluviatiles et poétiques ».

### Héraldique
| Armes de Pontorson | Les armes de la commune de Pontorson se blasonnent ainsi : De gueules au pont de trois arches d'argent sur une rivière du même, sommé de deux cygnes adossés aussi d'argent, surmonté d'un écusson d'azur semé de fleurs de lys d'or brisé d'un lambel d'argent. |

## Pour approfondir